# Harrison, Georgia
Harrison är en ort i Washington County i delstaten Georgia, USA.